# جاير فينيسيوس ألفيس دي بريتو
جاير فينيسيوس ألفيس دي بريتو (بالبرتغالية: Jair Vinicius Alves de Brito‏) المعروف باسم جاجا (بالبرتغالية: Jajá‏) (ولد في 8 مارس 1996 في البرازيل) لاعب كرة قدم برازيلي يجيد اللعب في مركز الجناح الأيمن. يلعب حاليا لصالح البحرين البحريني في صفقة انتقال حر.

## المسيرة الرياضية

### الأندية
في 1 يناير 2018 انضم جاجا إلى كاتاندوفا البرازيلي في صفقة انتقال حر. في موسمه الوحيد 2018 وفي بطولة دوري الدرجة الثانية لولاية ساو باولو فشل في الصعود إلى الدور الثاني بعدما احتل المركز السابع في المجموعة الثانية برصيد 13 نقطة من 14 مباراة بفارق 7 نقاط عن منطقة الصعود.
في 1 يناير 2019 انتقل جاجا من كاتاندوفا إلى أندراوس البرازيلي في صفقة انتقال حر. في موسمه الأول 2019 وفي بطولة دوري الدرجة الثالثة لولاية بارانا ساهم في تتويج فريقه بالبطولة بعدما تغلب في المباراة النهائية على أرابونغاس بركلات الترجيح.
في موسمه الثاني 2020 وفي بطولة دوري الدرجة الثانية لولاية بارانا فشل في الصعود إلى الدور النصف النهائي بعدما احتل المركز السادس برصيد 12 نقطة من 9 مباريات بفارق 3 نقاط عن منطقة الصعود.
في موسمه الثالث والأخير 2021 وفي بطولة دوري الدرجة الثانية لولاية بارانا فشل في الصعود إلى الدور النصف النهائي بعدما احتل المركز السادس برصيد 13 نقطة من 9 مباريات بفارق نقطتين عن منطقة الصعود.
في 1 يناير 2022 انتقل جاجا من أندراوس إلى كاسكافيل البرازيلي في صفقة انتقال حر. في موسمه الوحيد 2022 وفي بطولة دوري الدرجة الأولى لولاية بارانا ساهم في وصول فريقه إلى الدور الربع النهائي عندما خسر من مارينغا 0-6 في مجموع المباراتين. وفي بطولة كأس البرازيل ساهم في وصول فريقه إلى الدور الثاني بعدما تغلب في الدور الأول على بونتي بريتا 1-0.
في 1 أغسطس 2022 انتقل جاجا من كاسكافيل إلى البحرين البحريني في صفقة انتقال حر.

## الإنجازات
- أندراوس
  - دوري الدرجة الثالثة لولاية بارانا (1): 2019